# Jean-Pierre Changeux
Jean-Pierre Changeux (Domont, Franciaország 1936. április 6.–) francia neurobiokémikus, aki számos biológiai területen végzett kutatásaiért vált ismertté, a fehérjék szerkezetétől és működésétől (különösen az alloszterikus fehérjék), az idegrendszer korai kialakulásán át a kognitív funkciókig. Bár a biológiai tudományokban MWC modellje hozta meg számára a hírnevet, a nikotin acetilkolin receptor felismerése és purifikációja, valamint a szinapszis szelekció során történő epigenezis elmélete szintén jelentős tudományos felfedezések. A nem tudományos körökben nevét a mentális és a fizikai agy közötti kapcsolatot tanulmányozó elméletei miatt ismerik. Ahogyan a Conversations on Mind, Matter and Mathematics című könyvében olvasható, erősen támogatja azokat a nézeteket, amelyek szerint az idegrendszer aktív, mintsem reaktív, valamint hogy a környezettel való kölcsönhatás instrukciós tulajdonságok helyett a meglévő belső képzeteket eredményezi.

## Életrajz
Franciaországban, Domontban született. 1955-ben kezdte el tanulmányait az École normale supérieure egyetemen, ahol 1957-ben az alapképzésen (Licence), majd 1958-ban a mesterképzésen (Diplome d'Études Supérieure) diplomát szerzett és természettudományból agrégation vizsgát tett. Tudományos karrierje az ENS egyetemen töltött években kezdődött, amikor nyári szakmai gyakorlatra ment Banyuls-sur-Mer-be, ahol egy élősködő új nemzetségét fedezte fel. PhD tanulmányait Jacques Monod és Francois Jacob vezetésével a Pasteur egyetemen folytatta, ahol 1964-ben doktorált. Majd elhagyta Franciaországot, hogy tanulmányait tovább folytassa kezdetben a kaliforniai Berkelyben (1965–66), később New Yorkban a Kolumbia Orvostudományi egyetemen (1967). Majd attaséként visszatért Franciaországba a Jacques Monod által vezetett Molekuláris Biológia tanszékére. 1972-ben kinevezték a Pasteur Egyetem Molekuláris Neurobiológiai tanszék vezetőjének, ahol 1975-ben professzori állást kapott. Ugyanebben az évben a Collège de France Sejtkommunikáció tanszékén is professzornak választották, amelyet egészen 2006-ig töltött be. Changeux több mint 600 tudományos cikk és számos könyv szerzője, amelyeket nemcsak a tudományos köröknek, de a közszférának is írt.

## Tudományos sikerek
Tudományos munkássága során végig hű maradt a molekuláris, sejttani és agyi szintek kérdéseihez. Ha egyetlen közös tulajdonságot kellene bennük keresnünk, az a meggyőződés lenne, hogy a kiválasztódás az élettani folyamatok, mintsem az instrukció alapja. Bár egymástól függetlenül vizsgálta a szinteket, az elmúlt évtizedekben az alloszterikus mechanizmusok tanulmányozása során minden kutatása összekapcsolódott, amelyek megalapozták a nikotin receptorok megjelenését a kognitív funkciókban.

### Allosztéria
Jaques Monod és Francois Jacaob vezetésével PhD tanulmányai alatt Changeux az enzimek alloszterikus regulációit, vagyis a szubsztrátjaiktól eltérő összetételek hatására bekövetkező aktivitásmódosulásukat vizsgálta. Ez a kutatás eredményezte az alloszterikus fehérjék közötti együttes átmenet modelljének megalkotását. Az elmélet legfőbb pontjai: 1) a fehérjék különböző szerkezetben képesek működni, a termál egyensúlyban, szabályozók hiányában. Az alloszterikus szabályozók csupán csak megbillentik az egyensúlyt a szerkezetek között, stabilizálva azokat, amelyek esetében a legnagyobb affinitást mutatják, továbbá hogy 2) a szimmetrikus multimer fehérjék mindegyik alegysége létezik ugyanabban a szerkezetben és átmenetben. A kutatásból származó modell a megfigyelt kooperativitásra ad magyarázatot anélkül, hogy folyamatosan változnának a biofizikai paraméterek. Ez a konceptuális szerkezet még mindig a legfőbb modell, amelyet az olyan kooperatív fehérjék működésének megmagyarázásra használnak, mint a hemoglobin.
Disszertációjában Changeux azt állítja, hogy a membránok, különösen a szinapszisok által kibocsátott jelek felismerése és transzmissziója ugyanazokat a mechanizmusokat használhatja, mint az enzimek alloszterikus regulációi. Ezután több mint 40 éven át tartó kutatás következett, amely legfőképpen a nikotin acetilkolin receptorokat vizsgálta. 1967-ben az MWC modellt kétdimenziós receptor ráccsokra is alkalmazta (ezt 3 évtizeddel később Dennis Bray is kifejlesztette). Ezután az ötletét elektromos szervek (hasonlóan a harántcsíkolt izomszövethez) posztszinaptikus membránján alkalmazta. Csapata szemléltette a nikotin receptor számos inkonvertibilis állapotának létezését nyugalmi-nyitott és diszenzibilitált állapotban- amellyel különböző affinitásokat mutattak ki olyan ligandok esetében, mint az endogén, agonista acetilkolin. Az állapotok közötti átmenetek különböző mozgásokat követtek, amelyek a differenciális affinitásokkal magyarázatot adtak a posztszinaptikus potenciál alakjára. A harántcsíkolt izomszövet (vagy elektromos szerv) nikotin receptorának mozgásáról készült teljes modell később készült el, amikor Changeux egy másik allosztéria specialistával, Stuart Edelsteinnel dolgozott együtt, aki évtizedeken át vizsgálta a hemoglobint.

### A Nikotin Receptor Szerkezete
1970-ben Changeux izolálta az angolnák elektromos szerveinek nikotin acetilkolin receptorát, amely az első izolált membrán és gyógyszertani receptor, és amit egy kígyóméreg sajátos tulajdonságainak köszönhetően ismert fel. A receptor izolálását később Ricardo Miledi is lejegyezte. A csoport által kifejlesztett purifikációs eljárások javulásával arra a következtetésre jutottak, hogy a receptor egy pentamerikus fehérje. Ezt a felfedezést Arthur Karlin csoportja azonnal megerősítette. Changeux csoportja az első olyan csoportok közé tartozott Shosaku Numa és Stephen Heinemann csoportja mellett, akik megmagyarázták a receptor alegységeinek elsődleges szerkezetét.
Az 1980-as és az 1990-es években a molekuláris biológiai eljárásokat arra alkalmazták, hogy megfejtsék a receptor harmadlagos és negyedleges szerkezeteit. A másodlagos transzmembrán szegmensből álló ionos pórus helyét felismerték, ahogyan azt később Shosaku Numa és Ferdinand Hucho csoportjai tették. A transzmembrán tartományban az ionos kiválasztódás molekuláris alapját is megfigyelték. Az acetilkolin és a nikotin közötti kötés szerkezete a szomszédos alegységek közötti érintkező felületen található. Changeux nikotin receptor szerkezetének kutatása akkor érte el csúcspontját, amikor egy baktérium homológ atomszerkezetét publikálta és ezzel alátámasztotta a szimmetrikusan kölcsönös nyitottságot.

### Idegi aktivitás szinapszisainak stabilizálása
1973-ban Philippe és Antoine Danchin segítségével előterjesztett egy modellt, amellyel megmagyarázta, hogy az idegrendszer fejlődése során egy hálózat aktivitása az ideg-izom kapcsolatok által illusztrált szinapszisok regressziójának stabilizációját okozhatja. Changeux ezután továbbfejlesztette, Ez a modell tulajdonképpen az idegi darwinizmus elmélet előfutára, amelyet később Gerald Edelman is megerősített. majd illusztrálta ötletét. Az 1970-es években mutáns állatok tanulmányozásával megpróbálta dokumentálni a jelenséget.

### A nikotin receptor funkciója
Amíg az 1990-es évekig Changeux csoportja az elektromos angolna és torpedó elektromos szerveiben lévő nikotin receptor szerkezetét tanulmányozta, ezen receptorok élettani szerepét vizsgáló kutatások leginkább 2 modell rendszerre koncentráltak: az ideg-izom kapcsolat nikotin receptoraira, a motoneuront a vázizomzathoz kapcsoló szinapszist, és az agy nikotin receptorait, különösképpen a nikotinfüggőséggel kapcsolatban.
Az 1980-as évek közepétől a csoport az epigenezis elméleti vizsgálatával kapcsolatban a fejlődő izomsejtek csoportosítását vizsgálta a szinaptogenezis modelljeként. A csoport különösen a nikotin receptorok felhalmozódását vizsgálta a fejlődő posztszinaptikus területen. Megfejtették a különböző szignalizációs útvonalakat, amelyek eleget tesznek a szinapszis aktivitásnak és azt találták, hogy a felhalmozódás egy, a szinapszis területén kívüli génátírásból adódott, amely PKC (fehérje kinéz C enzimek) aktivitást és kalcium felvételt idézett elő, továbbá a PKA aktiváló CGRP (calcitonin gene-related peptide) és a tirozin kinázt aktiváló ARIA (heregulin) hatására a szinapszisban stimulálta a génátmenetet.
Az 1990-es években Changeux érdeklődése az ideg-izom kapcsolatról az agyi nikotin receptorokra terelődött. A csoport legjelentősebb eredményei közé tartozik az a felfedezés, miszerint az idegi nikotin receptorok nagymértékben permeábilisek a kalciummal szemben, amely a nikotin receptorok pozitív hatását igazolja az agyi neurotranszmitter szabaddá válásán, de egyben arra is magyarázatot adnak, hogy a kalcium-e a receptorok alloszterikus modulálója (ezt John Dani független csoportja is felfedezte). A csoport később felismerte a kalcium alloszterikus kötéseit.
Az 1990-es évek közepére Changeux az alap ganglionsejtek nikotin receptorainak funkciójára koncentrált, különösen a középagyi dopamin rendszerre. A csoport egerekkel kísérletezett, amelynek segítségével a dopamin sejtekben található receptor alegységek típusait jellemezték és felfedezték, hogy az alfa 4, alfa 6 és béta 2 alegységek miatt kialakuló nikotinfüggőségért ezek a receptorok felelősek.

### A kogníció modellezése
Az 1990-es évek közepétől Changeux számítógépes modellezésbe kezdett, amellyel a kognitív funkciók alapját vizsgálta. Ebben a kutatásban nem vett részt a Pasteur intézeti csoportja, de nagymértékben együtt működött az INSERM-CEA Kognitiv Idegkutató Központ vezetőjével, Stanislas Dehaenevel. Modellezték többek között a madárénekeket és a matematikai képességek kifejlődését. Nemrég Dehaene és Changeux kifejlesztettek egy, a nagy hatótávolságú axonokkal rendelkező idegi hálózatok agyi szintű fokozásán alapuló modellt, amellyel a tudatot vizsgálták.

## Munkásságának elismerése
Számos kitüntetésben részesült, kitüntette a Francia Természettudományi Akadémia (1977), a Magyar Tudományos Akadémia tiszteleti tagjává választotta (2004).

## Nem tudományos tevékenységek
Changeux 1992 és 1998 között Franciaországban az orvosi etika Országos Tanácsadó Testületét vezette. Ebben a témában egy tudományos konferenciát szervezett, amely a Fondements naturel de l'ethique című könyvét ihlette.
Changeux a művészetek, különösen a grafikus művészetek szerelmese. Tudományos karrierje mellett számos kiállítást rendezett: "De Nicolo Dell'Abate à Nicolas Poussin: Aux Sources Du Classicisme" (Meaux), "La Lumière au siècle des lumières" (Nancy), "Passions de l"âme" (Meaux) és Jean Clair segítségével Párizsban megrendezte a "l'Ame au corps" művészeti és tudományos kiállítást.
1989-től a francia művészeti örökségek megőrzésére létrehozott belső minisztérium elnöke, továbbá 2007 óta a múzeumok nemzetközi szervezete tudományos tanácsának tagja.

## Jean-Pierre Changeux könyvei
- Changeux, Jean-Pierre. (2008) Du vrai, du beau, du bien : Une nouvelle approche neuronale
- Changeux, Jean-Pierre; Stuart Edelstein. (2004) Nicotinic Acetylcholine Receptors: From Molecular Biology to Cognition
- Changeux, Jean-Pierre. (2002) L'homme de verite (2004 The physiology of truth)
- Changeux, Jean-Pierre; Paul Ricœur. (1998) Ce qui nous fait penser (2002 What Makes Us Think. A Neuroscientist and a Philosopher Argue About Ethics, Human Nature, and the Brain[41]
- Changeux, Jean-Pierre. (1994) Raison et plaisir
- Changeux, Jean-Pierre; Alain Connes. (1989) Matière à pensée (1995 Conversations on Mind, Matter and Mathematics)
- Changeux, Jean-Pierre. (1983) L'homme neuronal (1985 Neuronal Man: The Biology of Mind)
- Changeux, Jean-Pierre: Agyunk által világosan. A neuronális ember, avagy az agykutatás keresztmetszete (Typotex Kiadó, 1999 ISBN 978-963-9132-63-4)

## Magyarul
- Agyunk által világosan. A neuronális ember, avagy Az agykutatás keresztmetszete; ford. Gervain Judit; Typotex, Bp., 2000 (Test és lélek)
- Jean-Pierre Changeux–Paul Ricoeur: A természet és a szabályok; ford. Pléh Csaba; Osiris, Bp., 2001 (Osiris könyvtár. Pszichológia)
- Az igazságkereső ember; ford. Pléh Csaba; Gondolat, Bp., 2008 (Társadalomtudományi könyvtár)

## Fordítás
- Ez a szócikk részben vagy egészben  a   Jean-Pierre Changeux című angol Wikipédia-szócikk fordításán alapul.  Az eredeti cikk szerkesztőit annak laptörténete sorolja fel. Ez a jelzés csupán a megfogalmazás eredetét és a szerzői jogokat jelzi, nem szolgál a cikkben szereplő információk forrásmegjelöléseként.